# Iwan Mohylnycki
Iwan Mohylnycki (ukr. Іва́н Могильни́цький, ur. 19 sierpnia 1778 w Uluczu, zm. 24 czerwca 1831 w Przemyślu) – ksiądz greckokatolicki, ukraiński działacz oświatowy, przewodniczący greckokatolickiej kapituły przemyskiej, opiekun i wizytator kościelnych szkół eparchii przemyskiej.

## Życiorys
Założyciel i autor statutu Towarzystwa Duchownych. Był założycielem i dyrektorem greckokatolickiego Instytutu Diaków w Przemyślu w 1817.
Był autorem gramatyki języka ukraińskiego. Napisał w sumie 5 podręczników języka ruskiego, w tym Rozprawę o języku ruskim (wydaną w 1829), udowadniającą samodzielność języka ukraińskiego. Był również twórcą (wraz z biskupem przemyskim Iwanem Snihurśkim) gęstej sieci ruskich szkół parafialnych w eparchii przemyskiej.
Mimo że podkreślał konsekwentnie odrębność  narodu ukraińskiego, uważał, że Białorusini takiej odrębności nie posiadają, „ziemie białoruskie” Białej i Czarnej Rusi zaliczał do „ziem ukraińskich”, do których oprócz wymienionych kwalifikował także Ukrainę (czyli ziemie dawnych województw kijowskiego, bracławskiego i czernihowskiego), oraz Podole i Wołyń. 
20 lipca 1818 otrzymał szlachecki tytuł kawalera i herb własny – Mogilnicki II.

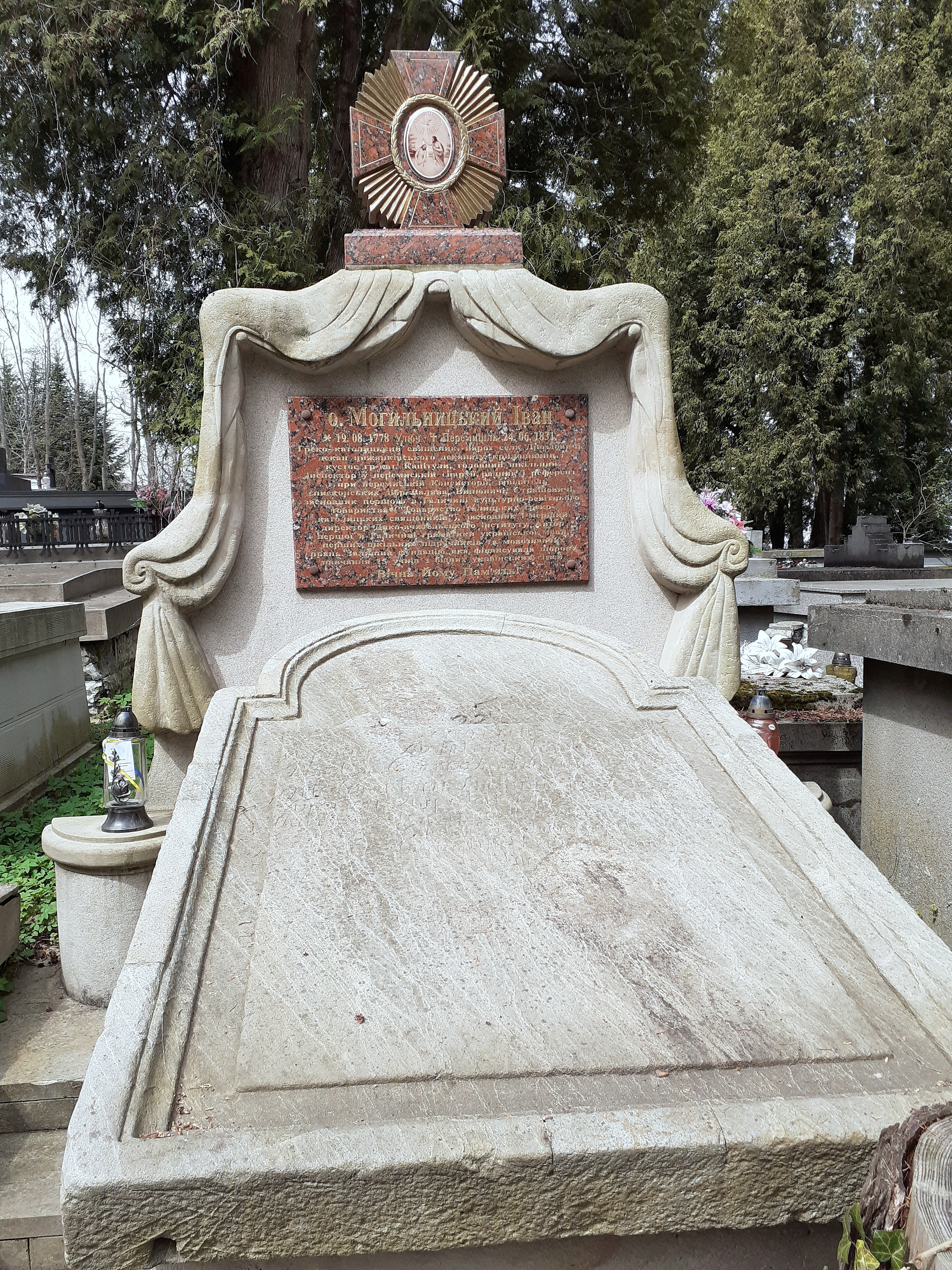
Nagrobek Iwana Mohylnyckiego

Został pochowany na cmentarzu Głównym w Przemyślu. Na innym nagrobku tamże została umieszczona tablica jego pamięci.
Jego imieniem nazwano ulicę w Przemyślu (formalnie Jana Mogilnickiego). 